# Зобнина (Талицкий муниципальный округ)
Зобнина — деревня в Талицком городском округе Свердловской области России.

## Географическое положение
Деревня Зобнина находится на расстоянии 30 километров (по автодорогам в 40 километрах) к северо-востоку от города Талицы, по обоим берегам реки Балаир  (левого притока Пышмы), в устье реки Коногоровки. В деревне имеется пруд.

## Население
| 2002 | 2010 | 2021 |
| ---- | ---- | ---- |
| 163  | ↘101 | ↘51  |